# 允祉

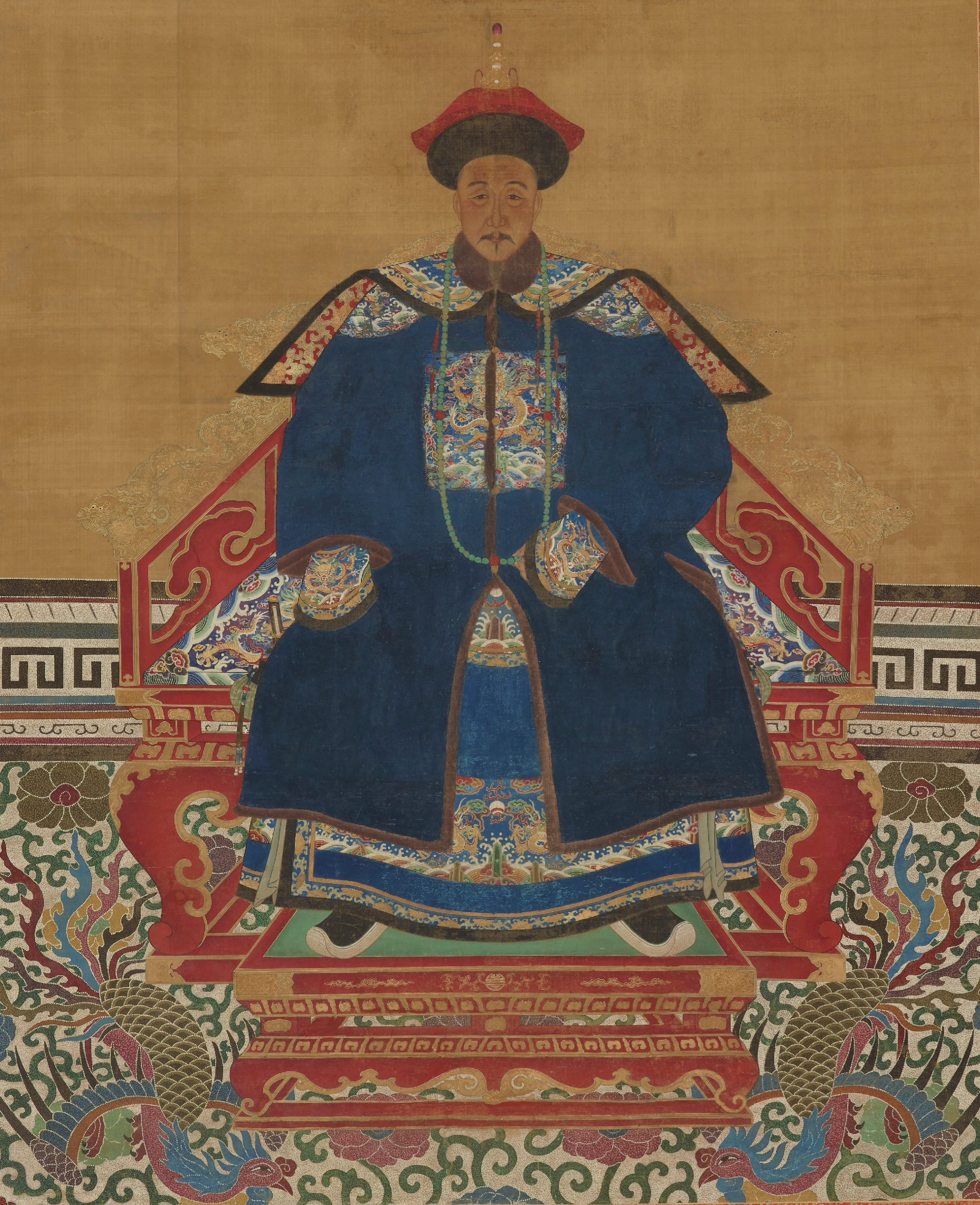
允祉像

允祉（穆麟德轉寫：yūn c῾y；1677年3月23日—1732年7月10日），原名胤祉，康熙帝第三子。康熙四十八年晋為诚亲王。其弟雍正帝即位后，改名为允祉。

## 生平
出生於康熙十六年二月二十（1677年3月23日），生母是榮妃馬佳氏，康熙三十七年三月封诚郡王。隔年九月因在敏妃丧百日中剃头，犯了未守喪之罪，降贝勒。四十八年三月，晋為诚亲王。
胤祉自幼酷愛學術，以溫文爾雅著稱，备受康熙欣賞，法国耶稣会士白晉写給法王路易十四的信中说，康熙亲自给胤祉讲解几何学。康熙在畅春园蒙养斋开馆，派胤祉主持纂修《律曆淵源》，集律呂、曆法和算法于一书，尤长书法而受命书写康熙景陵的《神功圣德碑文》。
康熙三十五年，胤祉年僅20歲，隨康熙御駕親征噶爾丹，擬定了兵貴神速等優異戰略，贏得了康熙的支持在費揚古的戰略中，選擇了胤祉的戰略，康熙三十七年後因戰功被封為郡王。
康熙三十九年因為在康熙敏妃喪期理髮，郡王位被廢除降為貝勒，也埋下了得罪敏妃之子胤祥的種子。
胤祉初期不太热心储君之位，愛好编书，命其门客陈梦雷纂集类书，康熙四十五年（1706年）成书《古今图书集成》。
康熙四十七年废皇太子胤礽后不久，他向康熙帝告发皇長子胤禔用喇嘛巴汉格隆魇术詛咒皇太子胤礽之事，因此康熙帝下令革除胤禔直郡王爵位，並幽禁於高牆嚴加看守。康熙四十八年胤祉因為舉報之功，被康熙封為親王。
因為皇長子和皇二子（皇太子）皆被圈禁，胤祉成為爵位高年紀長的皇子，康熙對胤祉寵愛有加，在外人眼裡，胤祉亦有接班可能，故聚集到胤祉所主持的翰林學院。康熙五十八年，胤祉代表康熙祭天。
雍正帝即位后，胤祉為了避諱而改名為允祉。
雍正即位過程產生朝局動盪，雍正除了以康熙口諭之外，以自己年長並爵位高故繼承大統，但因為允祉年紀長於雍正，爵位亦是親王，也因為敏妃喪期理髮而得罪過胤祥，雍正開始打壓允祉，以“允祉与太子素亲睦”为由，命“守景陵”，发配允祉到遵化的马兰峪为康熙帝守陵。允祉心里不高兴，私下发些牢骚。
雍正二年，允祉的兒子弘晟得罪，削去世子之位，改為閒散宗室。
雍正八年，允祉因怡亲王胤祥之死吊丧时迟到早散、面无戚容，被莊親王允祿等彈劾。雍正将允祉夺爵，幽禁于景山永安亭。
雍正十年闰五月十九日（1732年7月10日），允祉病逝于景山禁所，以郡王礼安葬，其五弟允祺亦於同日薨。乾隆二年，乾隆帝追谥其为诚隐郡王。
允祉府邸有旧府和新府，旧府旧址是今北京官园中国儿童活动中心，新府旧址是北京积水潭医院。

## 家族

### 妻妾
- 嫡福晉董鄂氏，都統兼勇勤公鵬春之女，和碩額駙和碩圖之曾孫女。
- 側福晉田氏，筆帖式敦達禮之女。康熙四十五年的玉牒記其已為庶妃。
- 妾王氏，桑格之女。康熙四十五年的玉牒記其已為庶妃。
- 妾富察氏，外孟阿之女。康熙四十五年的玉牒記其已為庶妃。
- 妾伊爾根覺羅氏，監生葛爾漢女。康熙四十五年的玉牒記其已為庶妃。
- 妾完顏氏，牧長二格之女。
- 妾李氏，李先隆之女。
- 妾奇德里氏，員外郎兼參領薩哈廉之女。
- 妾朱氏，朱鼐程之女。
- 妾吳氏，吳美之女。
- 妾陳氏，陳富榮之女。

### 子女
子
- 第一子弘晴，康熙三十五年丙子十一月初六日午時生，母嫡福晉董鄂氏，都統、勇勤公鵬春之女；康熙四十年辛巳正月二十四日酉時卒，年六歲。
- 第二子，康熙三十七年戊寅三月初八日辰時生，母側福晉田氏，筆帖式敦達禮之女。本月初九日未時卒。
- 第三子已革親王世子弘晟，康熙三十七年戊寅九月初二日卯時生，母嫡福晉董鄂氏，都統、勇勤公鵬春之女；雍正十年壬子七月初九日巳時卒，年三十五歲。
- 第四子，康熙三十七年戊寅十一月二十八日卯時生，母妾王氏，桑格之女；本日申時卒。
- 第五子，康熙三十八年己卯四月初一日巳時生，母妾富察氏，外孟阿之女；本月初九日申時卒。
- 第六子弘曦，康熙四十一年辛嗽積月初九日寅時生，母妾王氏，桑格之女；乾隆七年壬戌十一月初七日未時卒，年四十二歲。
- 第七子固山貝子弘暻，康熙四十二年癸未五月二十一日辰時生，母側福晉田氏，筆帖式敦達禮之女；乾隆四十二年丁酉三月二十日卯時溘逝，年七十五歲。
- 第八子副理事官弘暹，康熙四十九年庚寅正月初九日寅時生，母妾李氏，李先隆之女；乾隆三十六年辛卯七月二十五日酉時卒，年六十二歲。妻楊佳氏（胞叔正白旗漢軍、湖廣總督楊宗仁）。
- 第九子，康熙四十九年庚寅十二月二十九日辰時生，母妾朱氏，朱鼐程之女；康熙五十年辛卯正月十二日未時卒，年二歲。
- 第十子四等侍衛弘晃，康熙五十二年癸巳五月初十日未時生，母妾奇德里氏，員外郎、參領薩哈廉之女；乾隆十四年己巳八月二十一日午時卒，年三十七歲。
- 第十一子三等侍衛弘易，康熙五十四年乙未正月二十六日巳時生，母妾完顏氏，牧長二格之女；乾隆十九年甲戌六月初四日巳時卒，年四十歲。
- 第十二子三等侍衛弘曯，雍正八年庚戌十一月二十四日申時生，母妾陳氏，陳富榮之女；乾隆四十一年丙午正月二十日辰時卒，年四十七歲。

女
- 第一女，康熙三十九年庚辰正月十八日丑時生，母為嫡福晉董鄂氏，都統、勇勤公鵬春之女；女康熙四十年辛巳八月卒，年二歲。
- 第二女郡主，康熙四十年九月初二日生，母為嫡福晉董鄂氏，都統、勇勤公鵬春之女，與第一女同母；康熙五十五年十二月，嫁喀爾喀博爾濟吉特氏頭等台吉根扎普多爾濟；乾隆十八年九月十九日卒，年五十三歲。
- 第三女郡主，康熙四十一年壬午正月二十八日丑時生，母為妾伊爾根覺羅氏，葛爾漢之女；康熙五十八年己亥十二月，嫁科爾沁固魯斯奇普氏多羅杜棱郡王伊達穆扎普；郡主乾隆十一年丙寅三月十一日巳時卒，年四十五歲。
- 第四女，康熙四十一年壬午正月二十八日丑時生，母為側福晉田氏，筆帖式敦達禮之女；女康熙四十五年丙戌正月卒，年五歲。
- 第五女，康熙五十一年十二月初一日生，母為妾朱氏，朱鼐程之女；康熙五十四年五月初一日卒，年四歲。
- 第六女，雍正七年己酉十二月十一日亥時生，母為妾吳氏，吳美之女；雍正十年壬子七月二十五日午時卒，年四歲。

## 影視形象
- 满清十三皇朝-吴仕德
- 九王奪位-劉宗基
- 康熙微服私访记- 阮巡
- 雍正王朝-夏和平
- 步步惊心-陳鏡宇
- 深宮諜影-居輝
- 宮鎖心玉-只有在劇中提及，未現身。

## 延伸阅读
[在维基数据编辑]
 《清史稿/卷220》，出自趙爾巽《清史稿》
 在维基共享资源阅览影像